# Asperges op zijn Vlaams

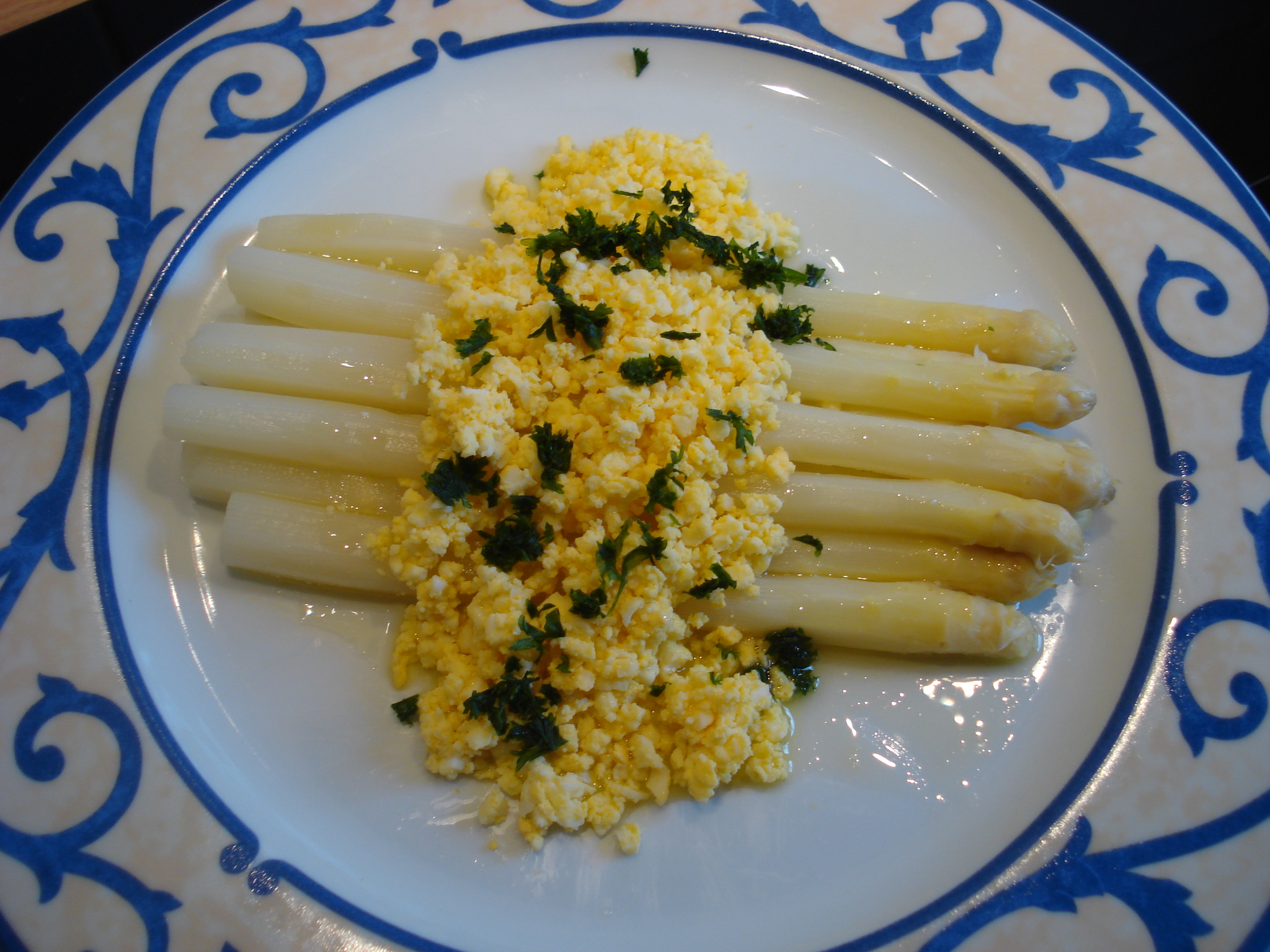
Asperges op zijn Vlaams

Asperges op zijn Vlaams is een eenvoudig recept dat uit de middeleeuwse Vlaamse keuken stamt. Het bestaat uit gegaarde asperges, geklaarde boter, mimosa van hardgekookte eieren en peterselie.